# Napomyza evanescens
Napomyza evanescens este o specie de muște din genul Napomyza, familia Agromyzidae, descrisă de Friedrich Georg Hendel în anul 1920. Conform Catalogue of Life specia Napomyza evanescens nu are subspecii cunoscute.